# Bywell
Bywell è un villaggio e parrocchia civile dell'Inghilterra, appartenente alla contea del Northumberland.